# Руссель, Франсуа Ксавье
Франсуа Ксавье Руссель (фр. François Xavier Roussel) (1770—1807) — французский военный деятель, дивизионный генерал (26 января 1807 года), участник революционных и наполеоновских войн.

## Биография
Начал службу 1 мая 1789 года в качестве добровольца в драгунском полку. 20 апреля 1797 года — бригадный генерал. 5 сентября 1805 года назначен начальником штаба Императорской гвардии. Был убит пушечным ядром в сражении при Гейльсберге.

## Награды
- Легионер ордена Почётного легиона (11 декабря 1803 года);
- Коммандан ордена Почётного легиона (14 июня 1804 года).